# Voormalig stadhuis aan de Patijnlaan

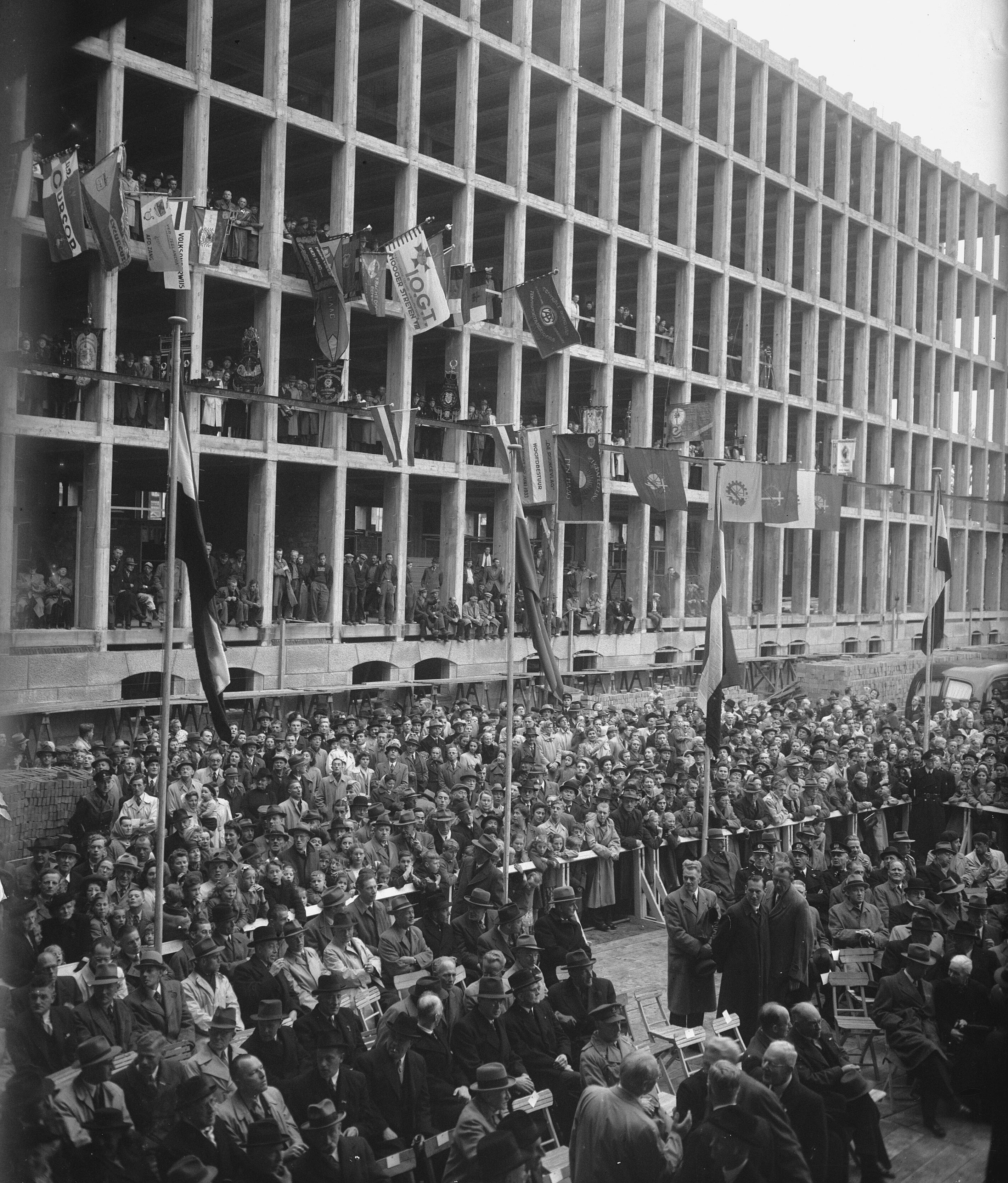
Legging van de eerste steen

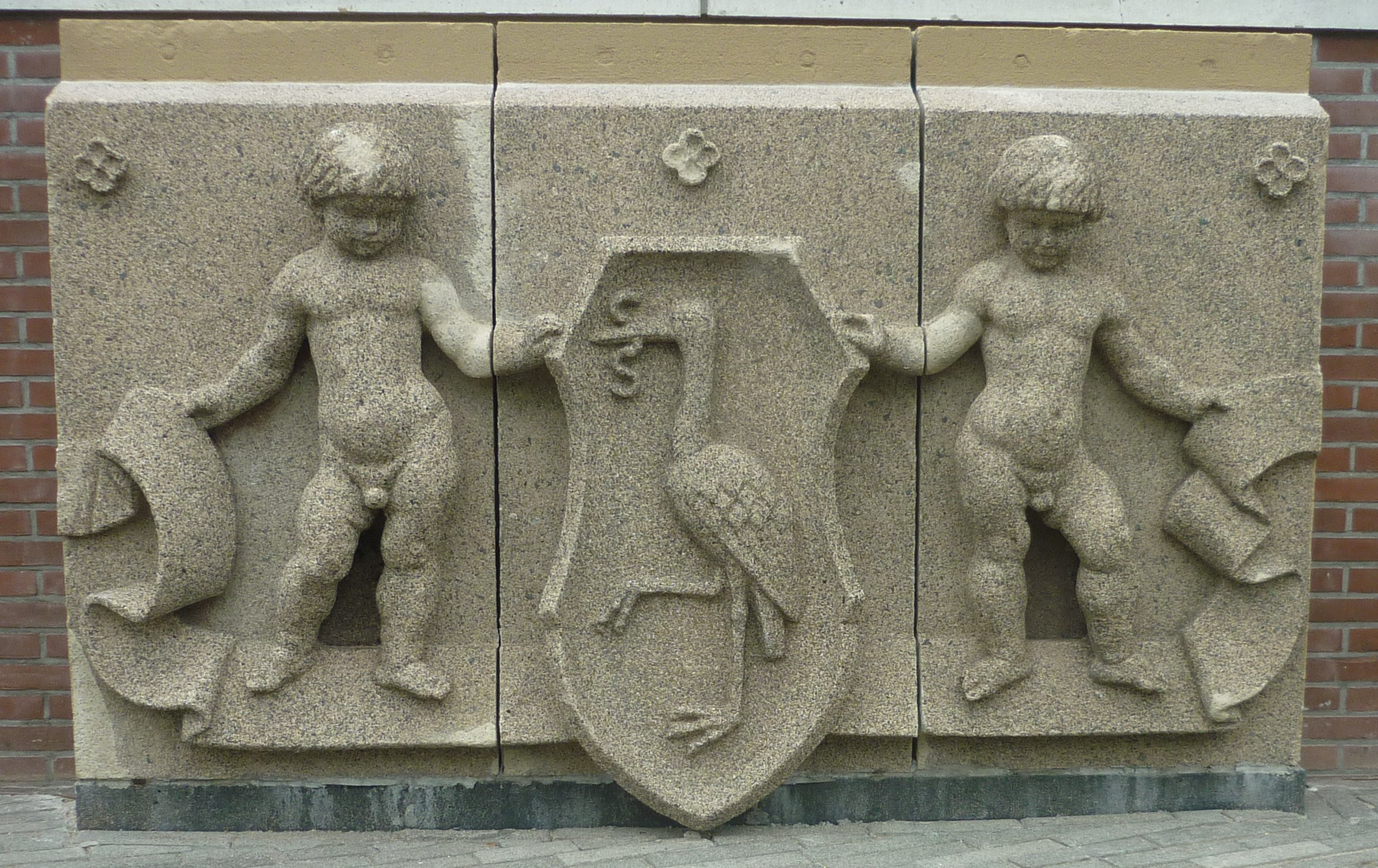
Een van de ornamenten van het voormalige stadhuis. Dit bevindt zich thans op het Burgemeester De Monchyplein

Het voormalig stadhuis aan de Patijnlaan in Den Haag was van 1953 tot 1995 het stadhuis voor de gemeente Den Haag aan de Burgemeester Patijnlaan. In 1996 is het afgebroken. Van het gebouw resten nog enkele ornamenten.

## Geschiedenis
Omdat het voormalig stadhuis aan de Javastraat te klein werd was het nodig een nieuw stadhuis te bouwen. Uitgangspunt was onder meer dat het groot genoeg moest worden om onderdak te bieden aan alle gemeenteambtenaren.
Het winnende ontwerp was van Julius Maria Luthmann. In 1933 won hij de prijsvraag en vanaf 1934 werkte hij tijdelijk voor de gemeente. De tekeningen werden aangepast, maar door het uitbreken van de Tweede Wereldoorlog werd de aanvang van de bouw uitgesteld. Het nieuwe stadhuis werd pas in 1953 in gebruik genomen. Het deed dienst tot 1995, toen het stadhuis van Den Haag aan het Spui gereed was.
Het stadhuis aan de Patijnlaan was ten tijde van de ingebruikname groot genoeg, hoewel het al snel te klein werd. Mede daarom werden de raadsvergaderingen nog jarenlang in de raadszaal op de Javastraat gehouden.
In 1996 werd het stadhuis afgebroken. Op die locatie is nu het Burgemeester De Monchyplein. Op het Monchyplein zijn nog negen ornamenten te bewonderen die afkomstig zijn van dit voormalige stadhuis.
Naast het stadhuis werd in 1956 het nieuwe hoofdkantoor voor het Haagse Politiekorps gebouwd. Luthmann maakte ook hiervoor een ontwerp maar de prijsvraag werd door Wouter Sybrand van de Erve gewonnen.